# Raubbuschgraben
Der Raubbuschgraben (auch Rauhbuschgraben genannt) ist ein Meliorationsgraben und linker Zufluss des Flotten Grabens in Brandenburg.

## Verlauf
Der Graben beginnt rund 1,5 km südlich des ehemaligen Flugplatzes Sperenberg in einer Wiesenfläche. Nach rund 280 m in südlicher Richtung zweigt er nach Westen hin ab und verläuft von nun an in westlicher, später in südwestlicher Richtung durch Waldgebiet und landwirtschaftlich genutzte Flächen. Am Forsthaus Rauhbusch fließt von Norden der Faule Graben zu. Wenige Meter weiter südlich entwässert der Raubbuschgraben kurz hinter der Kreisstraße 7223 in den Flotten Graben.